# Hematocolpos
El hematocolpos es la colección de sangre menstrual retenida en el interior de la vagina.

## Etiología
Se produce por la imperforación del himen, atresia del orificio vulvar, tabicación vaginal u obstrucción de otro tipo.
El himen imperforado es una rara malformación congénita que ocurre en el 0,1% de los recién nacidos del sexo femenino.

## Cuadro clínico
La paciente presenta amenorrea primaria, dolor en bajo vientre y dilatación a tensión del himen,  tomando este una coloración azulada. 

## Diagnóstico
Generalmente se descubre por el hallazgo de hematometra, cuando el diagnóstico no es realizado precozmente. 

## Tratamiento
Se trata quirúrgicamente con una incisión en el himen, o apertura de la lesión que genera la obstrucción, para evacuar la retención hemática y asegurar la permeabilidad vaginal.